# 2016年リオデジャネイロオリンピックのスロベニア選手団
2016年リオデジャネイロオリンピックのスロベニア選手団（2016ねんリオデジャネイロオリンピックのスロベニアせんしゅだん）は、2016年8月5日から8月21日にかけてブラジルのリオデジャネイロで開催された2016年リオデジャネイロオリンピックのスロベニア選手団、およびその競技結果。

## 概要
今大会は金メダル1個、銀メダル2個、銅メダル1個の合計4個のメダルを獲得した。
セーリング男子フィン級ではワシリー・ズボガルが2004年アテネオリンピックのレーザー級銅メダルと2008年北京オリンピックのレーザー級銀メダルに続き、通算3個目のメダルとなる銀メダルを獲得した。

## メダル
| メダル | 選手名                 | 競技       | 種目         |
| ------ | ---------------------- | ---------- | ------------ |
| 金     | ティナ・トルステニャク | 柔道       | 女子63kg級   |
| 銀     | ワシリー・ズボガル     | セーリング | 男子フィン級 |
| 銀     | ペテル・カウゼル       | カヌー     | 男子K-1      |
| 銅     | アナマリ・ベレンシェク | 柔道       | 女子78kg級   |